# Eleccions presidencials del Kirguizstan de 2017
El 15 d'octubre de 2017 es van celebrar eleccions presidencials al Kirguizstan. El president en funcions, Almazbek Atambàiev, no podia tornar a presentar-se perquè la Constitució estableix un únic mandat de sis anys per al cap d'Estat. Es van inscriure onze candidats, dels quals Sooronbay Jeenbekov, del Partit Socialdemòcrata del Kirguizstan, va obtenir més del 50% dels vots, evitant així una segona volta. Després de la certificació dels resultats el 30 d'octubre, Jeenbekov va ser investit president del país el 24 de novembre.
Les eleccions van suposar el primer canvi de president que no es devia a la mort del titular o a una revolució, i també el primer en el qual els resultats no es coneixien per endavant. Alguns van descriure la votació com les primeres eleccions presidencials realment competitives de l'Àsia central.

## Context
Al principi, les eleccions estaven previstes per al tercer diumenge de novembre que era el dia 19 de novembre de 2017, però com el mandat d'Atambàiev expirava l'1 de desembre, els legisladors de l'oposició en el Consell Suprem van exigir que s'avancés la data, perquè hi hagués marge per a una segona volta electoral i la cerimònia d'investidura abans de l'1 de desembre, a fi d'evitar un conflicte de lleis. Atambàiev va anunciar el 29 de maig de 2017 que les eleccions se celebrarien el 15 d'octubre.
El desembre de 2016 es va celebrar un referèndum constitucional sobre el reforç del poder del primer ministre, que va ser aprovat pel 80% dels votants.
A principis d'agost de 2017, els líders de tres partits de l'oposició -Onuguu-Progress, el Kirguizstan Unit i Respublika-Ata Zhurt- van anunciar la creació d'una coalició anomenada Kaira Zharaluu (lit. ‘Renaixement’), que anava a presentar un únic candidat: Bakut Torobaiev. Aquest acord va fracassar, i cada líder es va inscriure per separat per a participar en les eleccions. Abans de les eleccions, Temir Sariev, Omurbek Babanov i Sooronbay Jeenbekov, tots ells ex primers ministres, eren considerats els principals candidats.
El setembre de 2017, després que el president kazakh Nursultan Nazarbàiev es reunís amb el líder de l'oposició kirguís Omurbek Babanov, el ministeri d'Afers exteriors del Kirguizstan va acusar el Kazakhstan d'interferir en les eleccions kirguises.

## Sistema electoral
Les eleccions es van celebrar mitjançant el sistema de doble volta, encara que cap de les eleccions presidencials celebrades des de la independència de la Unió Soviètica havia passat a una segona volta. Segons la Constitució de 2010, el mandat presidencial és de sis anys. No es permet la reelecció.
Per a inscriure's, els candidats havien de ser designats per un partit polític o emplenar la documentació pertinent per a presentar-se com a independents, pagar un dipòsit d'1 milió de soms, recollir signatures de 30.000 votants inscrits i aprovar un examen que certifiqués un domini de la llengua kirguís superior a la mitjana. La CEC va acceptar signatures fins a finals del 25 d'agost de 2017, i va registrar candidats fins al 10 de setembre.

## Candidats
Un total de 59 persones van declarar inicialment la seva intenció de presentar-se a la presidència; 48 independents i 11 proposats per partits polítics. La Comissió Electoral Central va anunciar el 16 d'agost de 2017 que el nombre d'aspirants havia descendit a 50. Fins al 10 de setembre -final del termini d'inscripció- la CEC havia rebutjat a un total de 37 persones i nou s'havien retirat. Les 13 restants es van inscriure oficialment com a participants en les eleccions. Finalment, 13 persones es van inscriure per a participar en les eleccions i van figurar en les paperetes. No obstant això, tres candidats es van retirar posteriorment; però van romandre en la papereta perquè es van retirar després que s'haguessin finalitzat i imprès les paperetes.
Els deu candidats restants, en la seva majoria independents, es van inscriure oficialment i van participar en les eleccions.